# Dürrlauingen
Dürrlauingen – miejscowość i gmina w Niemczech, w kraju związkowym Bawaria, w rejencji Szwabia, w regionie Donau-Iller, w powiecie Günzburg, wchodzi w skład wspólnoty administracyjnej Haldenwang. Leży około 12 km na wschód od Günzburga.

## Demografia
| Rok  | Liczba mieszk. |
| ---- | -------------- |
| 1970 | 1 760          |
| 1987 | 1 862          |
| 2000 | 1 860          |

## Polityka
Wójtem gminy jest Edgar Ilg, poprzednio urząd ten obejmował Emil Neuhäusler, rada gminy składa się z 12osób.
|      | FWV Mindelaltheim | UBG Dürrlauingen-Mindelaltheim-Mönstetten | FWV | FWG Mönstetten | CWG | Razem |
| 2008 | 4                 | 2                                         | 4   | 2              | -   | 12    |
| 2002 | 3                 | 2                                         | 4   | 2              | 1   | 12    |